# هنري فاريل
هنري فاريل (بالإنجليزية: Harry Farrell)‏ (2 أكتوبر 1902 بفيلادلفيا في الولايات المتحدة - 1 مايو 1980 في الولايات المتحدة) هو لاعب كرة قدم أمريكي في مركز الهجوم، شارك في الألعاب الأولمبية الصيفية 1924. وشارك مع منتخب الولايات المتحدة لكرة القدم. أما مع النوادي، فقد لعب مع نيويورك ناشيونالز وJersey City (soccer) ‏ وPhiladelphia Field Club ‏.

## وصلات خارجية
- هنري فاريل على موقع قاعدة بيانات كرة القدم.إي يو (الإنجليزية)
- هنري فاريل على موقع أوليمبيديا (الإنجليزية)